# Peru-Viscacha
Das Peru-Viscacha (Lagostomus crassus) ist ein ausgestorbenes Nagetier, das 1910 von Oldfield Thomas auf der Basis eines Schädels beschrieben wurde, den der polnische Forschungsreisende Jan Kalinowski (1857 oder 1860–1941) bei Santa Ana in der Region Cusco in Peru zu Tage förderte und der heute im Natural History Museum aufbewahrt wird.

## Merkmale
Der Schädel des Tieres unbekannten Geschlechts ist robust und schwer und in allen Abmessungen größer als der des größten Männchens des Viscachas (Lagostomus maximus). Da noch keine Fossilisation eingetreten war, ist anzunehmen, dass diese Art erst nach 1500 ausgestorben ist. Die vordere Stirnbeinregion ist besonders breit und nach oben gewölbt. Die Foramina infraorbitalia – bei den Hystricognathi große Öffnungen für den Durchtritt von Nerven, Blutgefäßen und Muskeln in der unteren vorderen Wand der Augenhöhle (Orbita) – sind breiter als bei Lagostomus maximus. Die Foramina palatina (kleine Öffnungen im hinteren Gaumendach) sind relativ groß. Die Foramina incisiva (im vorderen Gaumendach) sind winzig. Die Condylobasallänge beträgt 122,5 mm und die größte Schädelbreite 82,5 mm.

## Systematik
Nach Ansicht des argentinisch-spanischen Zoologen Ángel Cabrera (1879–1960) könnte es sich bei Lagostomus crassus um eine Form von Lagostomus maximus handeln, die von den Inkas zu Nahrungszwecken nach Peru eingeführt wurde. Sowohl Ron Nowak (Walker’s Mammals of the World, 1999) als auch Wilson/Reeder (Mammal Species of the World, 2005) betrachten dieses Taxon jedoch als eigenständige Art. 2008 wurde das Peru-Viscacha von der IUCN in die Liste der ausgestorbenen Säugetiere aufgenommen.